# Vasundhara Das
Pour les articles homonymes, voir Das.
Vasundhara Das (née le 18 août 1977 à Bangalore) est une chanteuse et actrice indienne.

## Biographie
Ses parents sont Karnataka to Kishen et Nirmala Das, des Hebbar Iyengar. Elle étudie au Cluny Convent High School, Bangalore, Sri Vidya Mandir, Bangalore et Mount Carmel College, Bangalore, obtenant un diplôme en économie, statistiques et mathématiques.
Elle commence à se former à la musique hindoustanie à l'âge de six ans avec sa grand-mère Indira Das, qui dirige une école de musique au sommet de leur maison. Elle rejoint la Lalit Kala Akademi puis étudie auprès de Parameshwar Hegde, son gourou. À l'époque de l'université, elle est la chanteuse principale d'un groupe de filles et soprano dans la chorale de l'université.
Elle parle tamoul, kannada, télougou, anglais, malayalam, hindi et espagnol.
En 2012, Vasundhara épouse son ami de longue date, Roberto Narain, un batteur et percussionniste, et met fin à une carrière active.

## Carrière

### Actrice
En 1999, Vasundhara Das fait ses débuts en tant qu'actrice avec Kamal Haasan dans le film Hey Ram. Elle est l'actrice principale aux côtés de Mohanlal dans le film malayalam Raavanaprabhu (2001), avec Ajith Kumar dans le film tamoul Citizen (en) (2001) et avec Darshan dans le film kannada Lankesh Patrike. Elle joue aussi dans le film Le Mariage des moussons de Mira Nair (2001).

### Chanteuse
Elle commence une carrière de chanteuse de playback avec le film tamoul Mudalvan d'Allah Rakha Rahman, pour lequel elle chante la chanson Shakalaka Baby, qui lui vaut le Filmfare Award de la meilleure chanteuse en playback en tamoul. Plus tard, elle travaille avec des compositeurs tels que Vijaya Bhaskar, Yuvan Shankar Raja et G. V. Prakash Kumar. Son premier film en tant que compositrice de musique est Paranthe Wali Gali (2014) avec Vikram Khajuria.
Elle est membre fondatrice d'Arya, un groupe de musique du monde qui se produit en Europe et en Amérique, et se sépare en 2004. Elle compose de la musique dans son studio basé à Bangalore, The Active. Elle est impliquée dans plusieurs projets indépendants tels que l'hymne de sensibilisation au VIH de la BBC pour l'Inde Har Kadam et The Shah Hussain Project, un album collaboratif avec le chanteur soufi Mir Mukhtiyar Ali. Elle fait un single en anglais, reprise de L'Été Indien en collaboration avec le studio parisien Agrumes.
Vasundhara suit une formation auprès du percussionniste Arthur Hull à Hawaï. En 2013, elle initie un événement, Community Drumjam à la station de métro MG Road à Bangalore. Il est ensuite géré mensuellement par le Rangoli Metro Art Center et Drumjam, une compagnie de musique occidentale qu'elle a cofondée et dirige avec son mari. En 2016, elle dirige une session de jam de batterie pour l'équipe d'Inde de cricket dans le cadre de son initiative d'exercice de renforcement d'équipe.

## Source de la traduction
- (en) Cet article est partiellement ou en totalité issu de l’article de Wikipédia en anglais intitulé « Vasundhara Das » (voir la liste des auteurs).